# 双交换作用
双交换作用属于交换作用的一种，由克拉伦斯·齐纳首先提出。这种磁矩间的相互作用存在于具有多重阳离子价态的体系中。双交换作用理论通过分析不同的自旋排列模式下，电子在离子间跃迁的难度，来预测材料是会体现铁磁性、反铁磁性还是旋磁性。
以含锰氧化物体系 La1-xAxMnO3 为例，其中的 Mn-O-Mn 链上，锰离子的 eg 轨道与氧离子的 p 轨道之间彼此存在直接的相互作用。若两个锰离子价态分别是 +3 与 +4 ，则依据洪特规则，锰离子上的基态电子排布如下图所示：

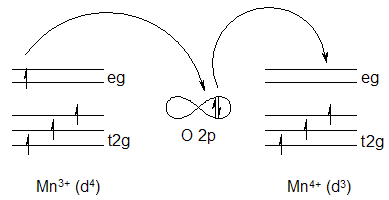
含锰氧化物中双交换作用的示意图。双交换作用涉及各离子最外层轨道的电子，即 Mn^{3+}的 3d^{4}、Mn^{4+}的 3d^{3}和 O^{2-}的 2p^{6}。其中 e_{g} 和 t_{2g} 表示晶体场理论中 d 轨道在八面体场中分裂产生的轨道能级。

若氧离子中的一个自旋向上的电子转移至 Mn4+ 上，则其空出来的 p 轨道就能够从左侧的 Mn3+ 处接受一个电子。这两个步骤产生的总效果是 Mn3+ 上的一个电子转移到了右侧的 Mn4+ 上。双交换作用模型阐明，若这个过程中该电子的自旋不发生反转，则电子迁移的难度更低，因为它满足洪特规则对于新加入的电子自旋的要求。这种携带着自身自旋进行迁移的电子因为迁移难度低，离域程度高，因此具有更低的动能。故此，双交换作用最终导致铁磁性的阳离子磁矩耦合。
乍看起来，该模型和超交换作用有相似之处，都是由阴离子介导的阳离子间的磁矩相互耦合作用。但两者从机理上讲是不同的：超交换作用中，参与过程的两个阳离子具有同样的化合价，且轨道内的电子态是定域的；双交换作用的模型中，其中一个阳离子必须比另一个阳离子多一个电子，该电子是以离域电子的形式参与到交换作用中来的。